# Ommatius singhi
Ommatius singhi là một loài ruồi trong họ Asilidae. Ommatius singhi được Joseph & Parui miêu tả năm 1997. Loài này phân bố ở miền Ấn Độ - Mã Lai.